# Franck Iacono
Pour les articles homonymes, voir Iacono.
Franck Iacono, né le 14 juin 1966 à la Celle Saint-Cloud dans les Yvelines, est un ancien nageur français spécialiste des épreuves de demi-fond (400 m et 1 500 m).  

Il participa notamment à deux Jeux olympiques. En 1984, à Los Angeles, il termina 5e du 400 m nage libre en 3 min 54 s 58, et 5e du 1 500 m nage libre en 15 min 26 s 96 (il n'avait alors que 18 ans). En 1988, à Séoul, il termina 30e du 400 m nage libre en 4 min 00 s 04, et 13e du 1 500 m nage libre en 15 min 22 s 66, juste derrière un autre Français, Christophe Marchand.
Au cours de sa carrière, il remporta 15 titres de champions de France (1 au 200 m NL, 8 au 400 m NL et 7 au 1 500 m NL) et représenta principalement les clubs du Cercle des Nageurs de Fontainebleau-Avon et du Racing club de France en France, mais passa aussi une partie de sa carrière aux États-Unis au sein de l'université de l'Alabama.
Il possède encore à l'heure actuelle (2016), 5 meilleures performances françaises dont 3 effectuées dans la catégorie 15 ans en 1981 :
- 3 min 59 s 64 au 400 m nage libre
- 8 min 20 s 41 au 800 m nage libre
- 15 min 43 s 27 au 1 500 m nage libre[1].